# Yolande Donlan
Yolande Donlan, née le 2 juin 1920 à Jersey City dans le New Jersey et morte à Belgravia le 30 décembre 2014, est une actrice de cinéma et de théâtre britannique d'origine américaine.

## Biographie
Fille de l'acteur hollywoodien James Donlan (1888-1938), ses premiers rôles au cinéma auraient commencé dès l'enfance, notamment dans les films Pennies from Heaven en 1936 et L'amour frappe André Hardy en 1938, mais ces rumeurs n'ont jamais pu être confirmées. De fait, son premier rôle connu est dans le film d'horreur La Chauve-souris du diable en 1940 dans lequel elle incarne Maxine. Par la suite, elle continue de jouer des rôles de femmes de chambre, comme dans Turnabout en 1940. Elle incarne l'une des concubines de Red Skelton dans le film musical La Du Barry était une dame en 1943.
Le succès vient alors qu'elle obtient le rôle de Billie Dawn dans la pièce à succès Comment l'esprit vient aux femmes de Garson Kanin. Jouée dans le West End à Londres en janvier 1947 au Théâtre, la représentation connaît un franc succès. Peu de temps après, Yolande Donlan choisit de rester et de s'établir au Royaume-Uni. Elle travaille alors avec le réalisateur Val Guest, qu'elle épouse en 1954. Après un rôle dans Traveller's Joy en 1949, elle tient le rôle féminin principal de comédies, dont Miss Pilgrim's Progress (1949) aux côtés de Michael Rennie, The Body Said No (1950), Mister Drake's Duck (1951), puis Penny Princess (1952), où elle partage la vedette avec Dirk Bogarde. Parmi ses autres apparitions, elle joue dans Tarzan et le Safari perdu (1957), Expresso Bongo (1959) avec Laurence Harvey et Cliff Richard, et Seven Nights in Japan, son dernier rôle au cinéma.  
Elle publie son autobiographie Shake the Stars Down en 1976. Elle est aussi l'auteure d'articles de voyage dans le Daily Express. Lorsque son mari met un terme à sa carrière de réalisateur en 1985, Yolande le suit dans son déménagement en Californie, à Palm Springs. En 2004, elle reçoit, ainsi que son époux, une palme d'or (Golden Palm Star) sur le Palm Springs Walk of Stars. Val Guest meurt en 2006 et Yolande retourne en Angleterre pour s'installer à Belgravia, dans Londres. 
Yolande Donlan meurt à Londres le 30 décembre 2014, âgée de 94 ans. 

## Au théâtre
- 1942 Dodie dans Goodnight Ladies, Blackstone Theatre, Chicago.
- 1944 Julie dans School for Brides, Royale Theatre, New York.
- 1947 Billie Dawn dans Born Yesterday by Garson Kanin, Garrick Theatre, Londres.
- 1948 Rocket to the Moon de Clifford Odets, St Martin's Theatre, Londres.
- 1948 Lucrèce dans Cage me a Peacock (avec Lionel Blair) de Noel Langley, Strand Theatre, Londres.
- 1950 To Dorothy a son (avec Richard Attenborough et Sheila Sim), Savoy Theatre, Londres.
- 1953 Redheaded Blonde, Vaudeville Theatre, Londres.
- 1954 It's Different for Men, Golders Green Hippodrome, Londres.
- 1957 Olive Ogilvy, Aldwych Theatre, Londres.
- 1958 Lizzie dans The Rainmaker, Olympia Theatre, Dublin.
- 1959 Suddenly it's Spring (avec Margaret Lockwood), Duke of Yorks, Londres.
- 1965 Dear Wormwood (avec Donald Wolfit et Hywel Bennett), Golders Green Hippodrome, Londres.
- 1971 Chorus of Murder, (avec Irene Handl et Robert Cawdron) Édimbourg.
- 1972 Cut-Throat, Theatre Royal, Windsor.

## Filmographie
- 1940 : Changeons de sexe (Turnabout) de Hal Roach